# Gadagne
Pour les articles homonymes, voir Gadagne.
Le gadagne, ou côtes-du-rhône-villages Gadagne, est un vin, protégé par une AOC, produit sur les communes de Châteauneuf-de-Gadagne, Caumont-sur-Durance, Morières-lès-Avignon, Saint-Saturnin-lès-Avignon et Vedène, dans le département de Vaucluse.
Il s'agit d'une des 21 dénominations géographiques au sein de l'appellation d'origine contrôlée côtes-du-rhône-villages.

## Histoire

### Moyen Âge

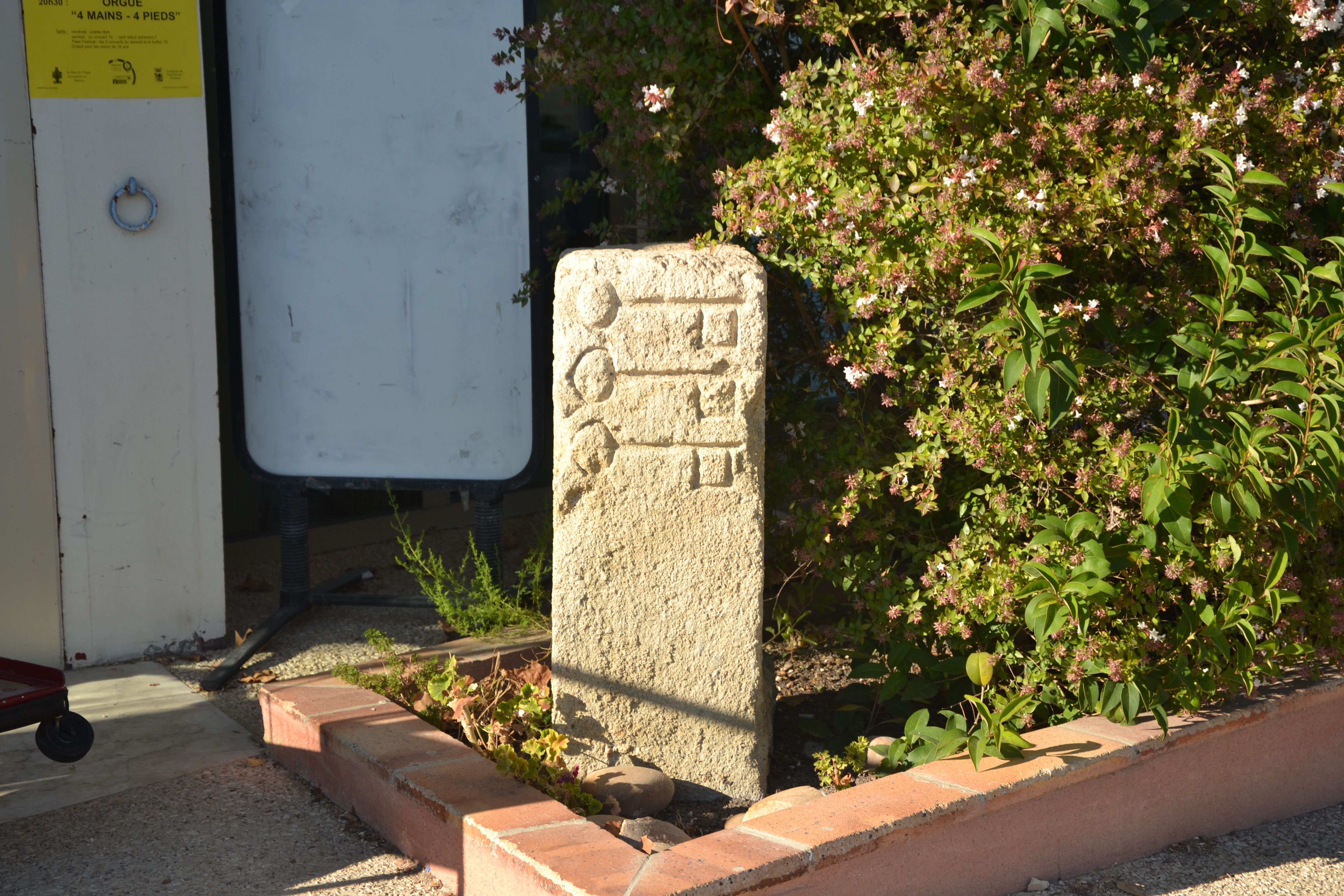
Devant la cave de Morières, borne pontificale médiévale marquant la limite entre l'état d'Avignon et le Comtat Venaissin

Le premier lieu-dit de ce terroir est identifié en 1216 dans un acte qui cite les vignes de Vaulongue (Vallée longue). Les seigneurs décimateurs étaient les Giraud Amic qui possédaient sur place lou tinau dou seignour (le tinel du seigneur) et le prieur du village dont la « maison de la dîme » possédait quatre caves et un grand cellier.
Ce fut en 1399 qu'eut lieu la première réglementation connue sur la vente des vins. Des actes d'achats du bono vino de Castro Novo sont datés de 1434 et 1446.
Le « Châteauneuf de Monsieur Giraud » fait les délices, à Rome, de la table du cardinal Cristoforo Madruzzo, prince-évêque de Trente, en 1561 et de celle du cardinal Georges d'Armagnac, colégat d'Avignon, en 1582. En 1587, Dominique Grimaldi, vice-légat d'Avignon, fournit sa cave pour l'année.
En 1577, le même, qui était alors recteur du Comtat Venaissin, était à sa quatrième année de siège devant Ménerbes. Au milieu de l'été, il fit savoir qu'il allait ordonner la réquisition des chevaux pour tirer de l'artillerie afin de bombarder la place forte des religionnaires. Les notables avignonnais, propriétaires à Châteauneuf s'inquiétèrent. Le 28 août, ils demandèrent et obtirent de Jacques de Simiane, baron du lieu, de décréter la levée du ban des vendanges. Celles-ci purent donc commencer avec une semaine d'avance.

### Période moderne
Le 13 octobre 1717, le Conseil de Ville proteste contre l'entrée de vins étrangers à la commune. Les conseillers font valoir que ces « MM. du Parlement de Paris et de Lyon, qui chaque année se fournissent sur place, il importe de conserver leur crédit ».
À Châteauneuf-de-Gadagne des textes notariés, entre 1780 et 1788, signalent ce qu'est le vignoble aux quartiers de Font-Sagune, de Fouteisson, de Vaulongue et du chemin d'Avignon. Il s'agit de « vignes verger », où ceps et arbres fruitiers sont mêlés.
Durant tout le XVIIIe siècle, à Châteauneuf-de-Gadagne le prix des vignes est supérieur à celles de Châteauneuf-du-Pape.
Rendement à l'hectare au début du XIXe siècle
| Année | Volume (hl) | Superficie (ha) | Rendement (hl/ha) |
| 1811  | 1150        | 289             | 31                |
| 1813  | 1600        | 312             | 51                |

Le ban des vendanges a été en usage jusqu'en 1859. Ce fut vers cette époque qu'un maire du village signala au préfet de Vaucluse, la façon dont les vignerons du cru protégeaient leurs vignes :

« Depuis quelques années et régulièrement à l'approche de la maturité du raisin, il se répandait parmi le peuple de ma commune des bruits d'apparitions, tantôt de serpents prodigieux, tantôt d'autres objets de frayeurs qui répandaient la terreur parmi les femmes et les enfants et qui garantissaient une partie du territoire de Gadagne et principalement le quartier de la montagne, qui n'est presque que de vignes, du grappillage et de la dévastation. Cette année, le salutaire épouvantail a changé de forme et de nature. Un homme s'est montré plusieurs fois dans les vignobles de la montagne sous différents costumes mais principalement vêtu de blanc, tantôt ayant le visage couvert d'une espèce de capuchon, tel celui que portent les pénitents des diverses confréries, tantôt ayant autour de la tête un linge formant une espèce de turban dont il se couvre et découvre la figure à volonté et qui, de cet accoutrement, a acquis le nom d'homme blanc chez les femmes et les enfants. »

### Période contemporaine

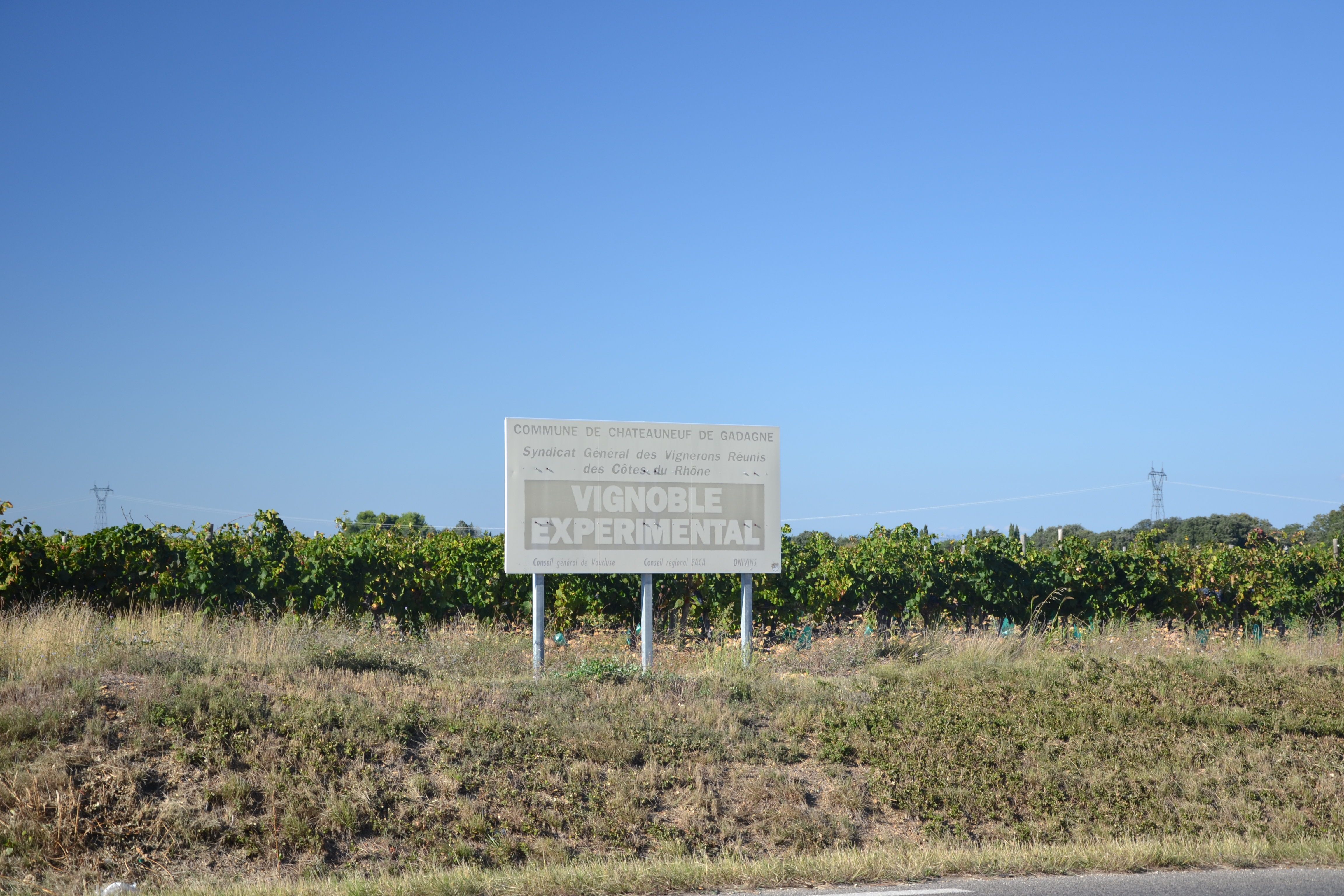
Vignoble expérimental du Syndicat général des vignerons des Côtes du Rhône

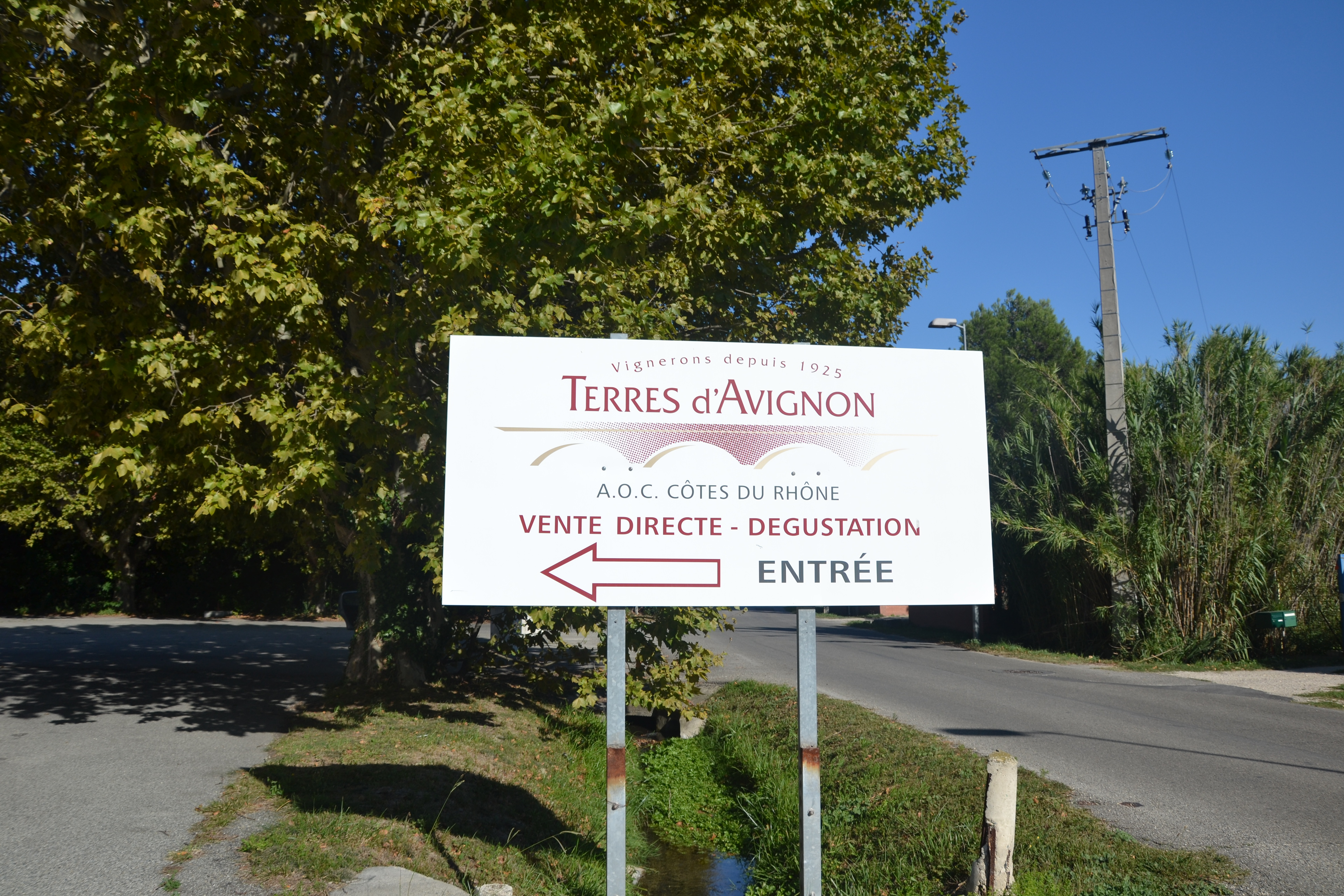
Panneau indicatif des « Terres d'Avignon »

Cave coopérative fondée en 1929. Aujourd'hui, les « Terres d'Avignon ».
Implantation, sur le plateau de Campbeau, du vignoble expérimental du Syndicat général des vignerons des Côtes du Rhône.
Depuis le 30 octobre 2012, les vins rouges produits dans les communes de Caumont-sur-Durance, Châteauneuf-de-Gadagne, Morières-lès-Avignon, Saint-Saturnin-lès-Avignon et Vedène peuvent, désormais, bénéficier de l'appellation côtes-du-rhône Villages avec nom de commune. À noter que le nom initialement revendiqué était le nom d'un des villages de cette zone (Châteauneuf-de-Gadagne), mais les producteurs ont dû renoncer à cette appellation à la suite d'une longue procédure contre les producteurs de Châteauneuf-du-Pape. Il s'agit d'une dénomination géographique au sein de l'appellation d'origine contrôlée côtes-du-rhône villages, dans la partie méridionale du vignoble de la vallée du Rhône. Son vignoble est situé sur la rive droite du Rhône. Du XIVe siècle au XVIIIe siècle sa renommée fut telle qu'elle dépassait celle de châteauneuf-du-pape.

## Géographie

### Orographie et géologie
Son terroir couvre une colline dominant la vallée du Rhône, là une arête rocheuse de calcaire urgonien a retenu un énorme agglomérat de galets de quartzite, roulés par le fleuve. Englués dans une matrice rouge d'argile décomposée, ils constituent de terrasses alluvionnaires où a été implantée la vigne.

### Terroir

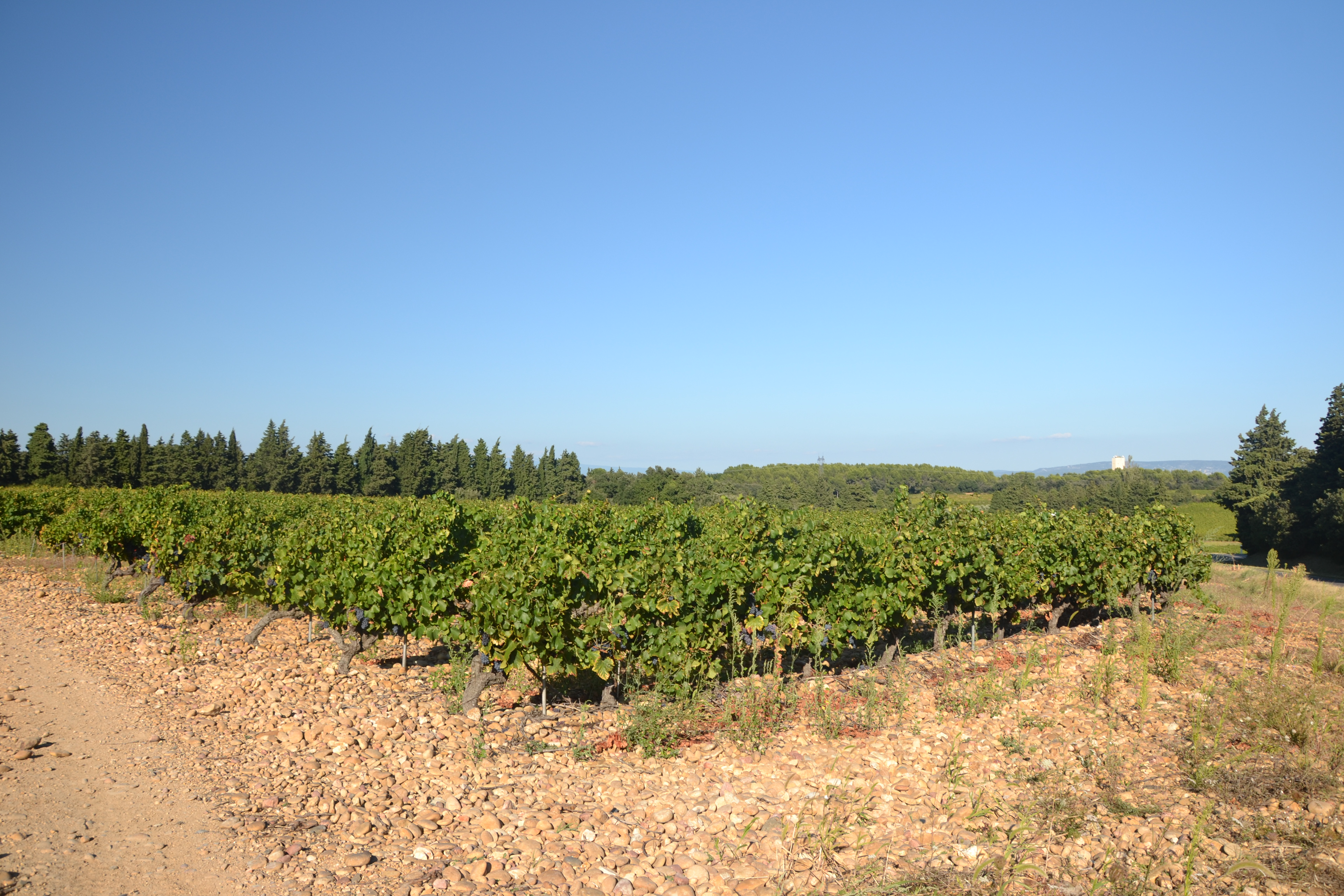
Sol de sable et de galets roulés

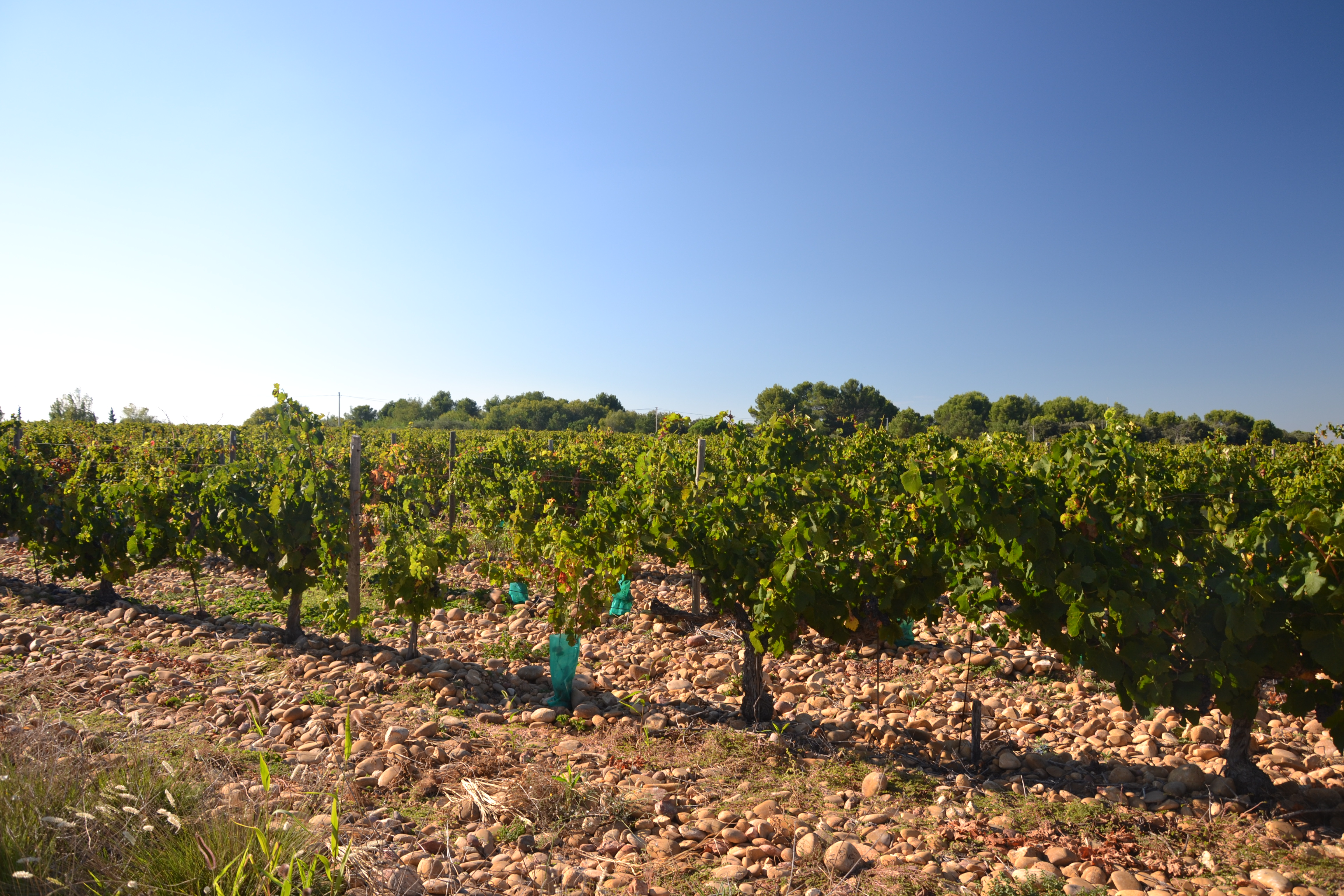
Sol de quartzites (galets roulés)

Avec des composantes argileuses et argilo-calcaires sur certaines parcelles, ses 180 hectares sont composés de trois types de sols : 
- galets roulés,
- terres graveleuses,
- sols sablonneux

### Climat
Située dans la zone d’influence du climat méditerranéen et balayé par le mistral, c'est l'un des secteurs le plus sec de la vallée du Rhône avec 2 800 heures d'ensoleillement par an. le vignoble profite d'étés chauds et secs, liés à la remontée en latitude des anticyclones subtropicaux, entrecoupés d’épisodes orageux parfois violents. Les hivers sont doux. Les précipitations sont peu fréquentes et la neige rare.
Les températures moyennes oscillent entre 0 et 30 °C selon la saison. Le record de température depuis l'existence de la station de l'INRA est de 40,5 °C lors de la canicule européenne de 2003 le 5 août et -12,8 °C le 5 janvier 1985. Les relevés météorologiques ont lieu à l'Agroparc d'Avignon, à seulement quelques kilomètres de Châteauneuf-de-Gadagne.
| Mois                                                                      | Jan          | Fev          | Mar         | Avr         | Mai         | Jui         | Jui         | Aou         | Sep         | Oct         | Nov         | Dec          |
| ------------------------------------------------------------------------- | ------------ | ------------ | ----------- | ----------- | ----------- | ----------- | ----------- | ----------- | ----------- | ----------- | ----------- | ------------ |
| Records de températures minimales °C (Année)                              | -12,8 (1985) | -14,5 (1956) | -9,7 (2005) | -2,9 (1970) | 1,3 (1979)  | 5,7 (1984)  | 9,0 (1953)  | 8,3 (1974)  | 3,1 (1974)  | -1,1 (1973) | -5,4 (1952) | -14,4 (1962) |
| Records de températures maximales °C (Année)                              | 20,3 (2002)  | 23,0 (1960)  | 27,2 (1990) | 30,7 (2005) | 34,5 (2001) | 38,1 (2003) | 40,3 (1983) | 40,5 (2003) | 35,1 (1966) | 29,6 (1985) | 24,6 (1970) | 20,2 (1983)  |
| Source: https://www.linternaute.com/ville/ville/climat/25721/orange.shtml |              |              |             |             |             |             |             |             |             |             |             |              |

| Mois                                                              | Janv | Fév  | Mars | Avr  | Mai  | Juin | Juil | Août | Sept | Oct  | Nov  | Déc  | Année |
| ----------------------------------------------------------------- | ---- | ---- | ---- | ---- | ---- | ---- | ---- | ---- | ---- | ---- | ---- | ---- | ----- |
| Températures maximales moyennes (°C)                              | 9    | 11   | 14   | 18   | 22   | 26   | 30   | 29   | 25   | 20   | 13   | 10   | 18,9  |
| Températures minimales moyennes (°C)                              | 1    | 3    | 4    | 7    | 11   | 14   | 17   | 16   | 14   | 10   | 5    | 2    | 8,7   |
| Températures moyennes (°C)                                        | 5    | 7    | 9    | 13   | 16   | 20   | 23   | 23   | 19   | 15   | 9    | 6    | 13,8  |
| Moyennes mensuelles de précipitations (mm)                        | 44.4 | 57.5 | 61.1 | 58.9 | 72.4 | 43.6 | 27.8 | 56.3 | 67.6 | 97.4 | 57.7 | 48.9 | 693.4 |
| Source : Archives climatologiques mensuelles - Orange (1961-1990) |      |      |      |      |      |      |      |      |      |      |      |      |       |

## Cépages
Depuis le décret 96-567 du 24 juin 1996 relatif à l'AOC côtes-du-rhône :

### Rouges
- Cépages principaux : grenache noir, syrah noire, mourvèdre noir. Le grenache noir doit représenter au minimum 40 % de l'encépagement.
- Cépages secondaires : carignan noir, cinsaut noir, counoise noire, muscardin noir, brun argenté noir (aussi appelé camarèse et vaccarèse), piquepoul noir, terret noir, grenache gris, clairette rose.
- Les cépages secondaires ensemble ou séparément ne doivent pas représenter plus de 30 % de l'encépagement.

### Vinification en rouge

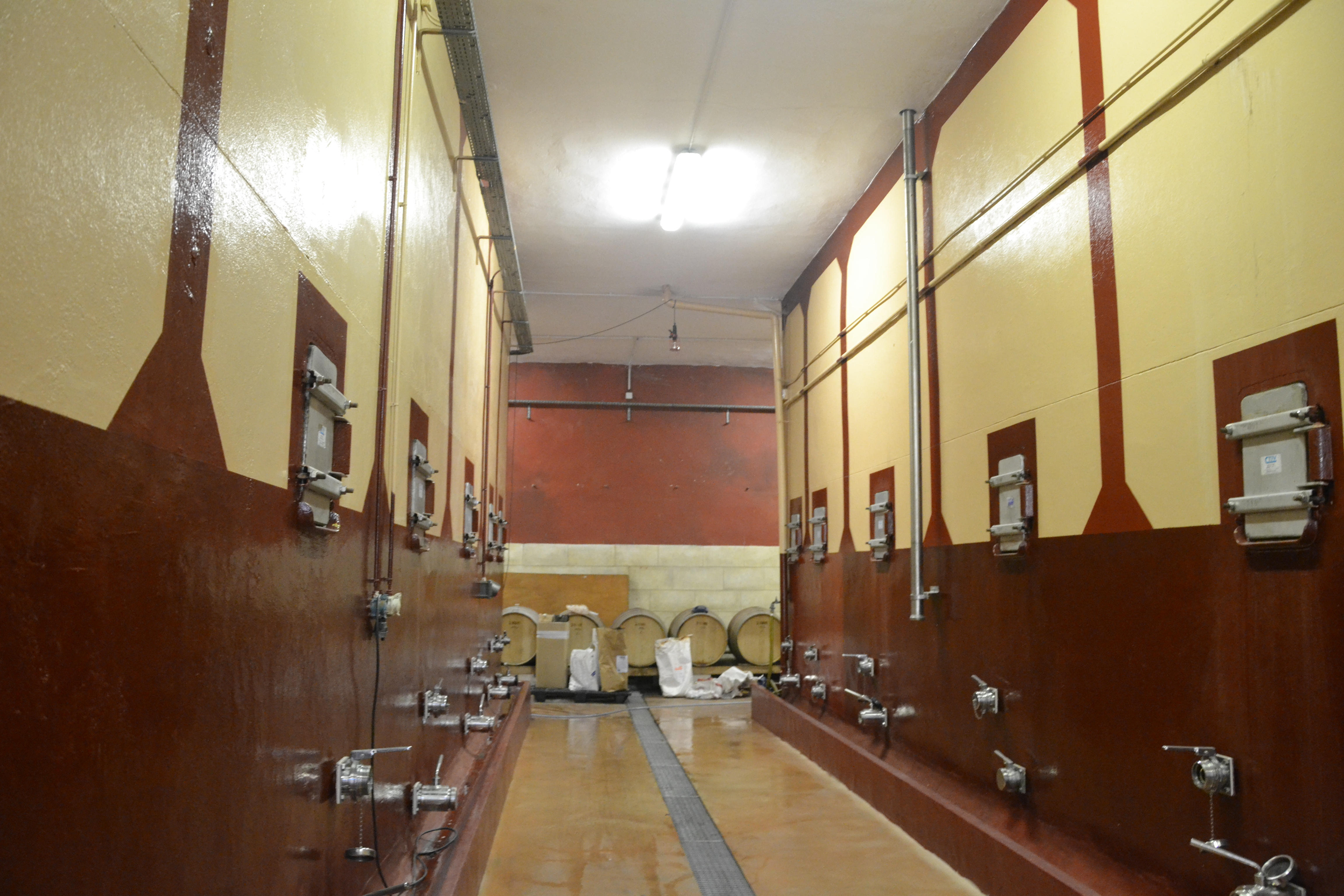
Cuves de vinification en béton

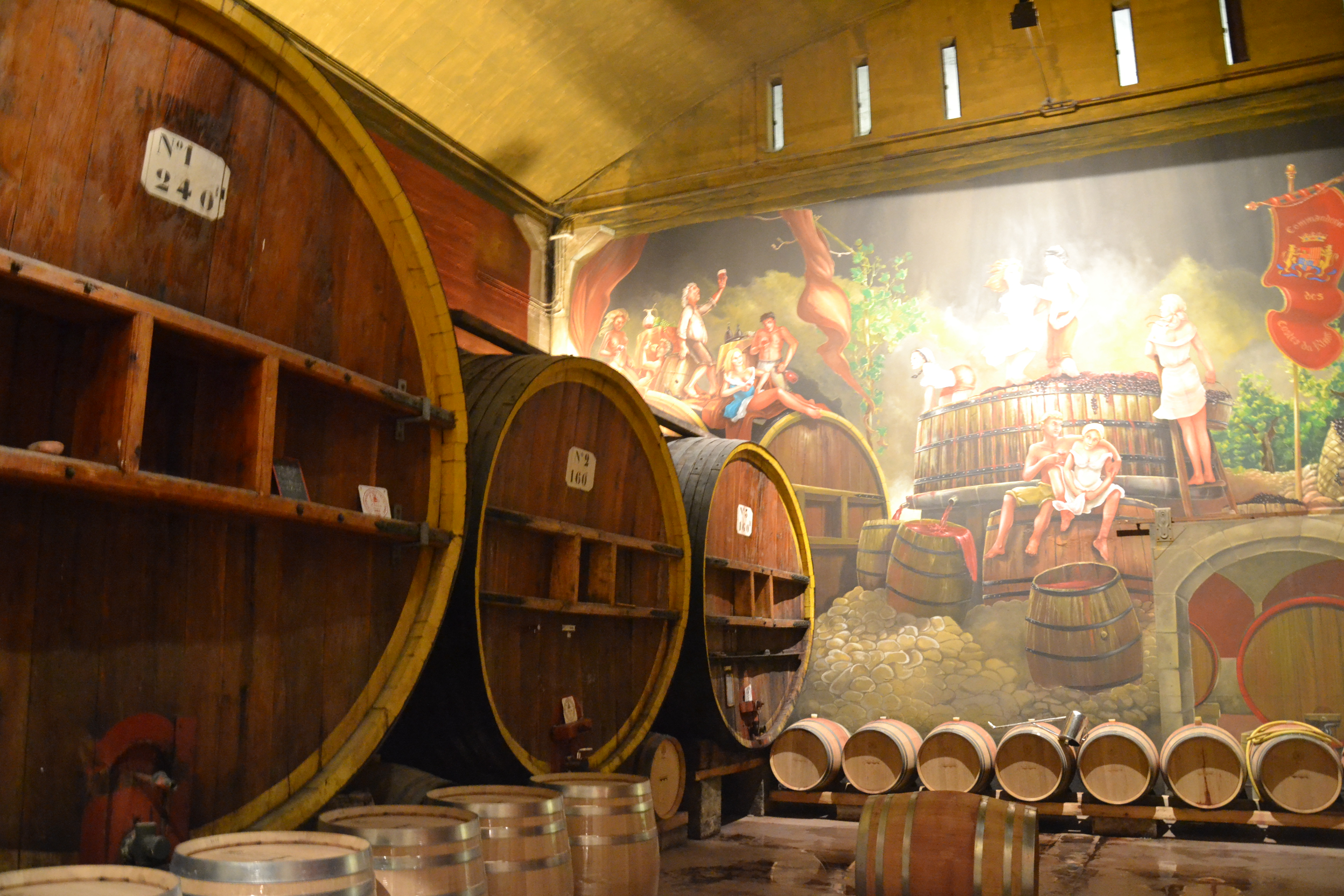
Cave de vieillissement en foudre

La vinification en rouge consiste à faire un pressurage après que la fermentation a commencé. Pendant toute cette phase, le moût est en contact avec les matières solides de la vendange. Celles-ci sont très riches en tanins, matières colorantes, odorantes, minérales et azotées. Ces substances vont alors se dissoudre plus ou moins dans le moût et se retrouver dans le vin.
C'est la cuvaison pendant laquelle les sucres se transforment en alcool (fermentation alcoolique) et le jus se voit enrichi par les composants du moût. Plus la macération est longue, plus la coloration du vin sera intense. Se disolvent également les tanins, leur taux sera aussi fonction du temps de la cuvaison. Plus elle sera longue, plus les vins seront aptes à vieillir. Durant cette phase, se produit une forte élévation de la température. Celle-ci est de plus en plus contrôlée par la technique de maîtrise des températures.

## Commercialisation

### Principaux producteurs
Ils se répartissent entre producteurs en caves indépendantes et coopératives.
Cave coopérative
Terres d’Avignon (Morières-les-Avignon, cave de vinification, et ses antennes de Châteauneuf-de-Gadagne et du Thor)

Coopératives Terres d'Avignon dans le terroir viticole des côtes-du-rhône villages Gadagne
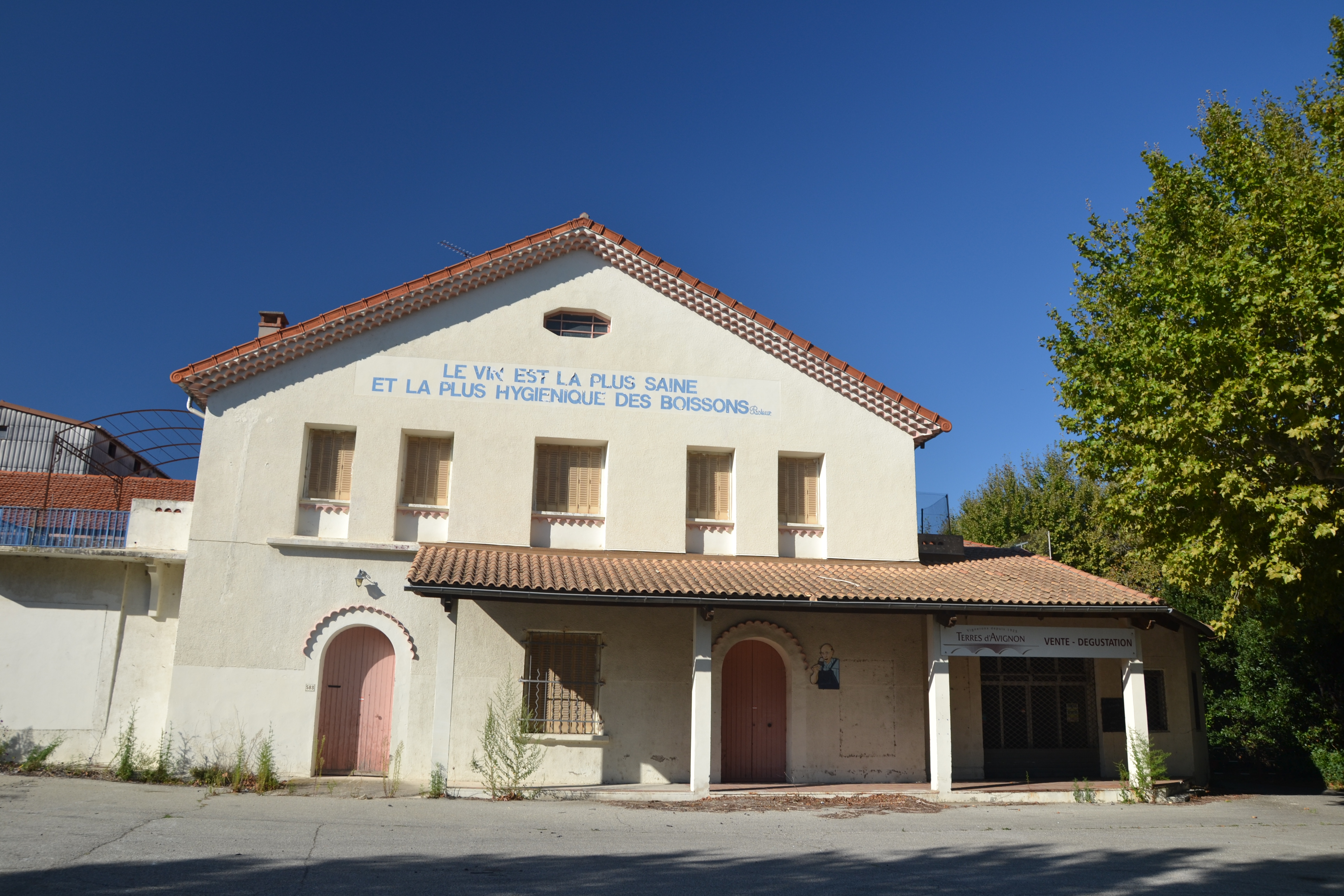
cave de Châteauneuf-de-Gadagne
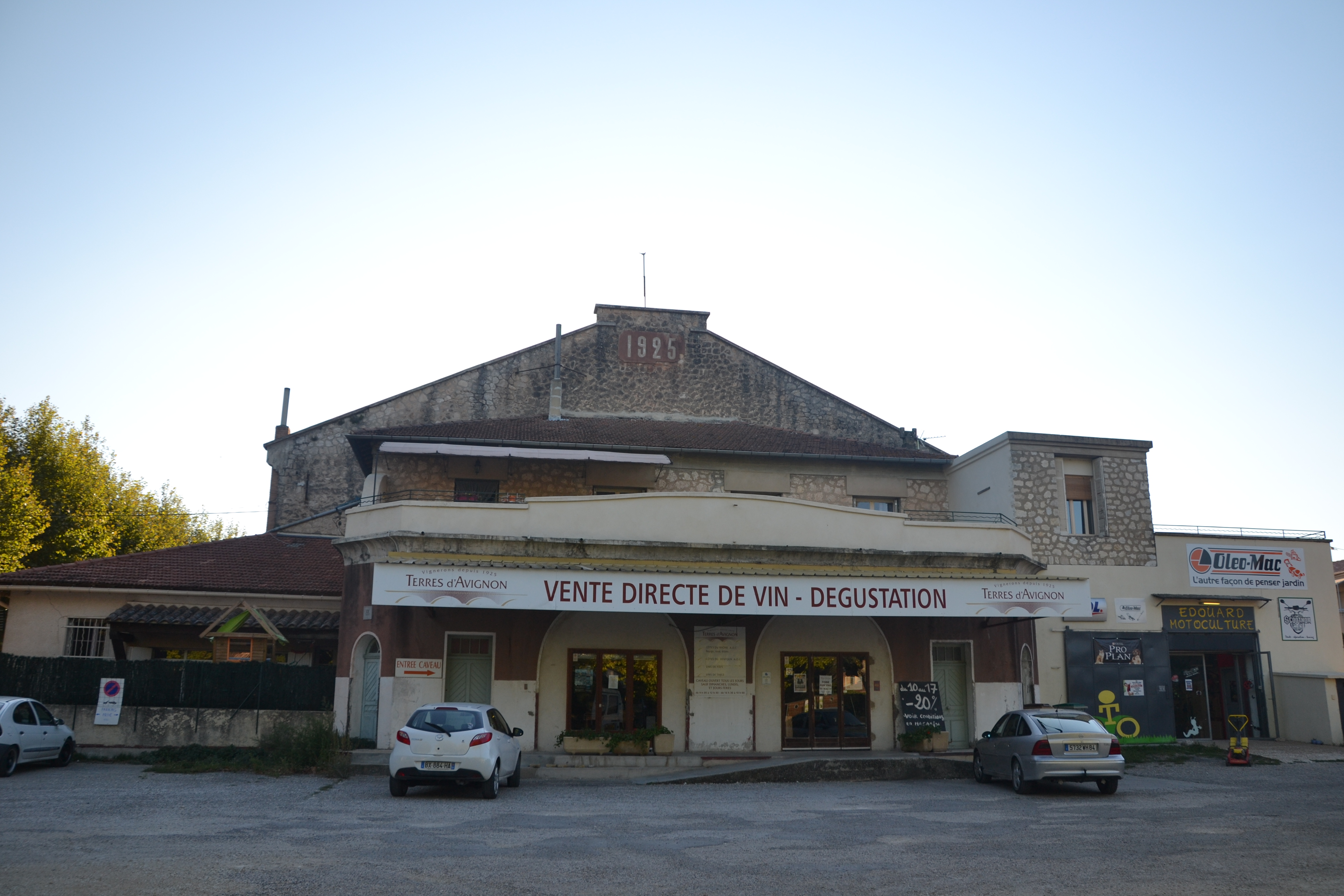
cave du Thor
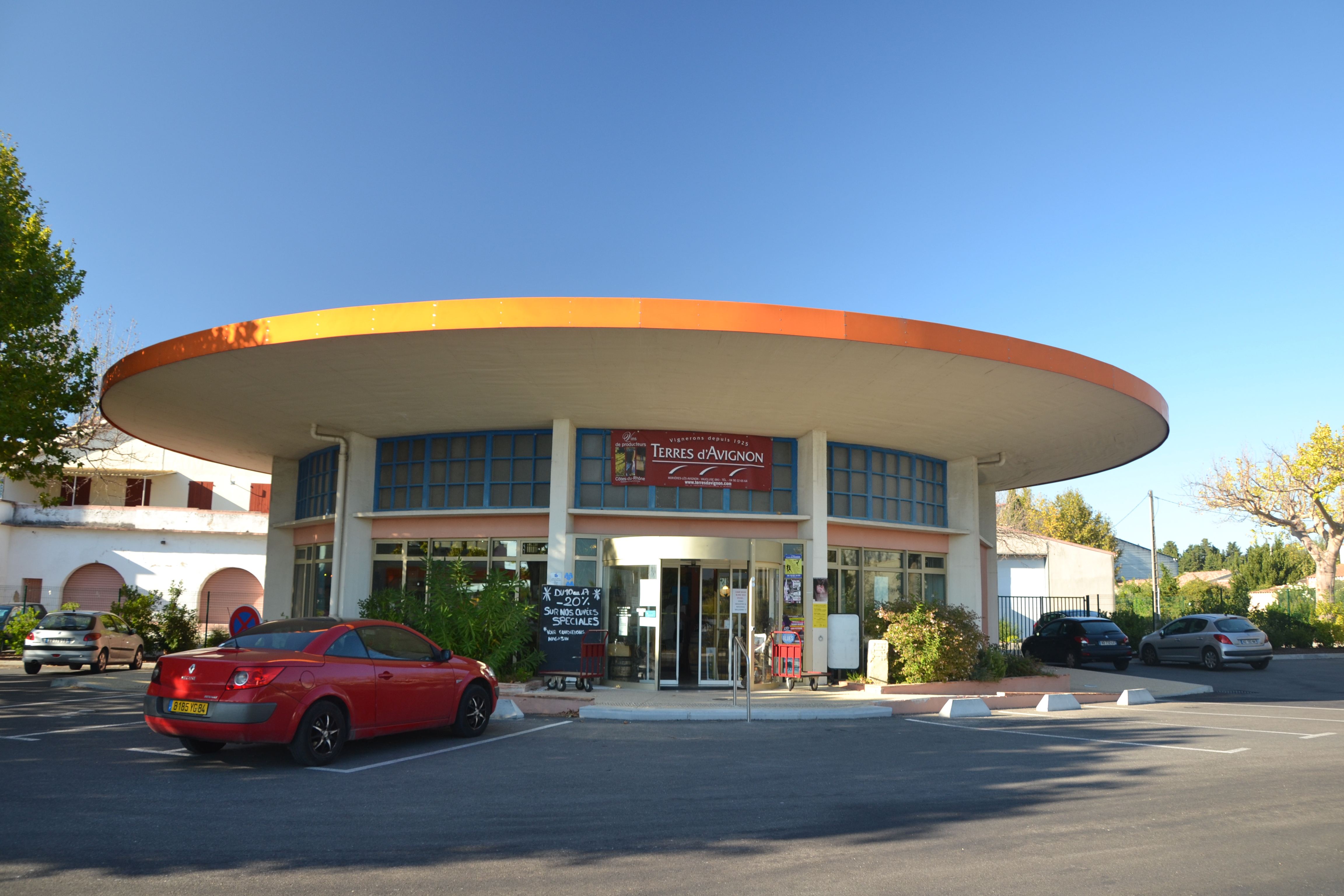
cave de Morières-lès-Avignon

Domaines
Château de Fontsegugne (Châteauneuf-de-Gadagne)

Domaine Benoit (Châteauneuf-de-Gadagne)

Domaine de la Chapelle (Châteauneuf-de-Gadagne)

Domaine des Garriguettes (Châteauneuf-de-Gadagne)

Domaine des Pentelines (Vedène)

Domaine du Bois de Saint Jean (Jonquerettes)

Domaine du Grand Plantier (Vedène)

Le Clos des Saumanes (Châteauneuf de Gadagne)

### Caveaux de dégustation

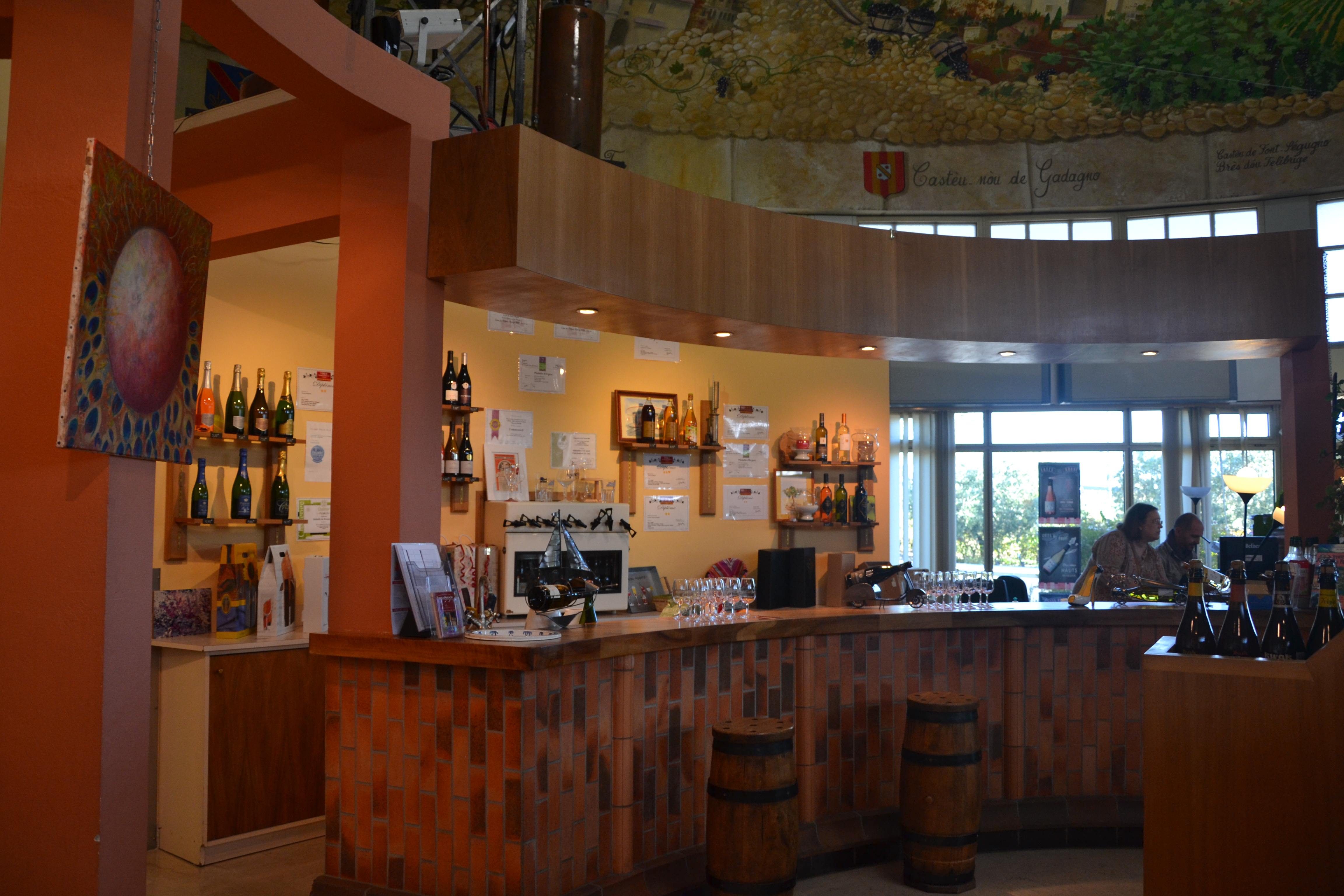
Caveau de dégustation à Morières

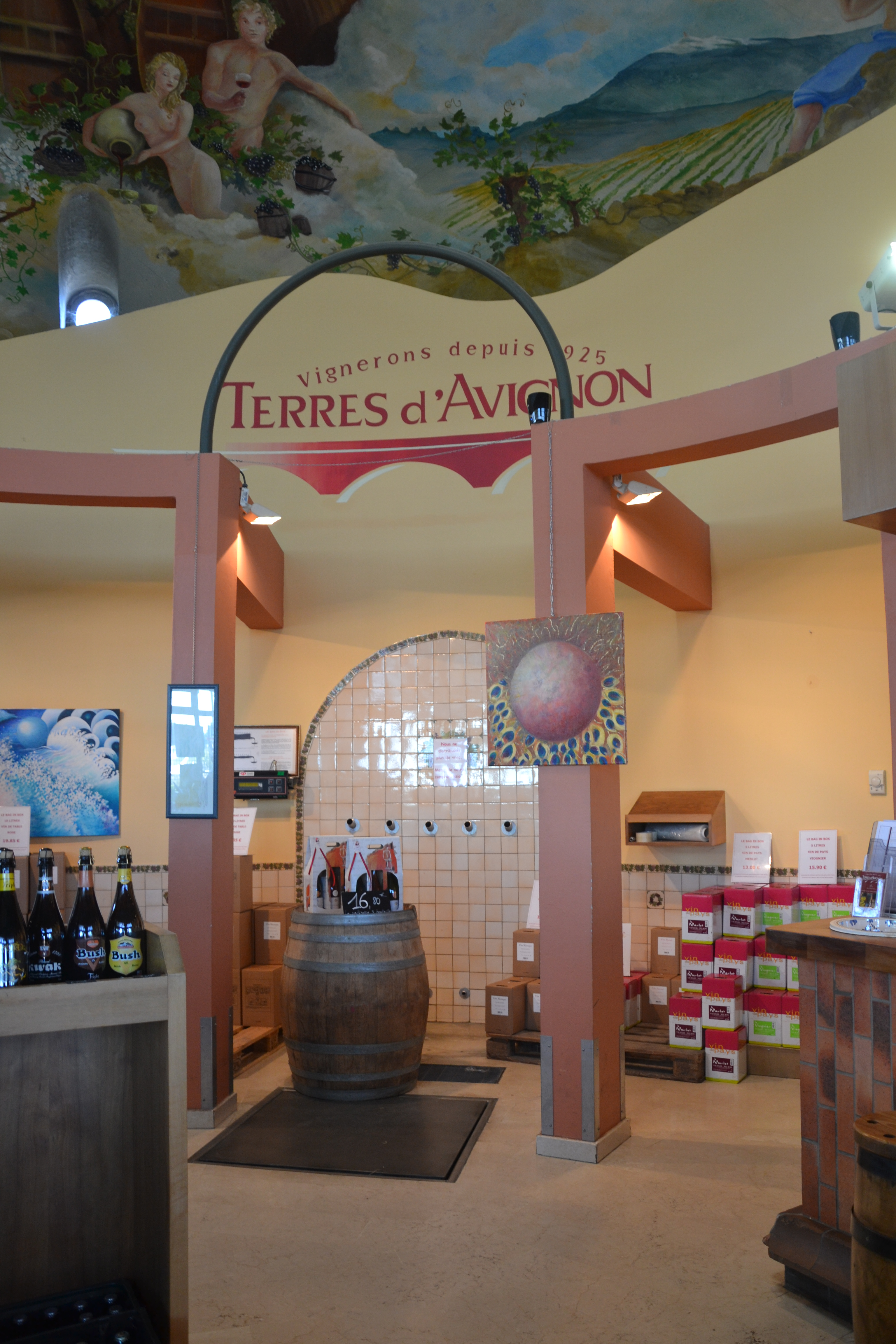
Caveau de dégustation Terres d'Avignon

Une charte de qualité, à laquelle adhèrent caves et domaines de Gadagne, a été mise en place dans la vallée du Rhône par Inter Rhône. Elle propose trois catégories différentes d'accueil en fonction des prestations offertes par les professionnels.
La première - dite accueil de qualité - définit les conditions de cet accueil. Un panneau à l'entrée doit signaler que celui-ci est adhérent à la charte. Ce qui exige que ses abords soient en parfait état et entretenus et qu'il dispose d'un parking proche. L'intérieur du caveau doit disposer d'un sanitaire et d'un point d'eau, les visiteurs peuvent s'asseoir et ils ont de plus l'assurance que locaux et ensemble du matériel utilisé sont d'une propreté irréprochable (sols, table de dégustation, crachoirs, verres).
L'achat de vin à l'issue de la dégustation n'est jamais obligatoire. Celle-ci s'est faite dans des verres de qualité (minimum INAO). Les vins ont été servis à température idéale et les enfants se sont vu proposer des jus de fruits ou des jus de raisin. Outre l'affichage de ses horaires et des permanences, le caveau dispose de fiches techniques sur les vins, affiche les prix et offre des brochures touristiques sur l'appellation.
Caveaux de Gadagne 
La seconde - dite accueil de service - précise que le caveau est ouvert cinq jours sur sept toute l'année et six jours sur sept de juin à septembre. La dégustation se fait dans des verres cristallins voire en cristal. Accessible aux personnes à mobilité réduite, il est chauffé l'hiver et frais l'été, de plus il dispose d'un éclairage satisfaisant (néons interdits). Sa décoration est en relation avec la vigne et le vin, une carte de l'appellation est affichée. Il dispose d'un site internet et fournit à sa clientèle des informations sur la gastronomie et les produits agroalimentaires locaux, les lieux touristiques et les autres caveaux adhérant à la charte. Des plus les fiches techniques sur les vins proposés sont disponibles en anglais.
Caveaux de Gadagne  
La troisième - dite accueil d'excellence - propose d'autres services dont la mise en relation avec d'autres caveaux, la réservation de restaurants ou d'hébergements. Le caveau assure l'expédition en France pour un minimum de vingt-quatre bouteilles. Il dispose d'un site Internet en version anglaise et le personnel d'accueil parle au moins l'anglais.
Caveaux de Gadagne   

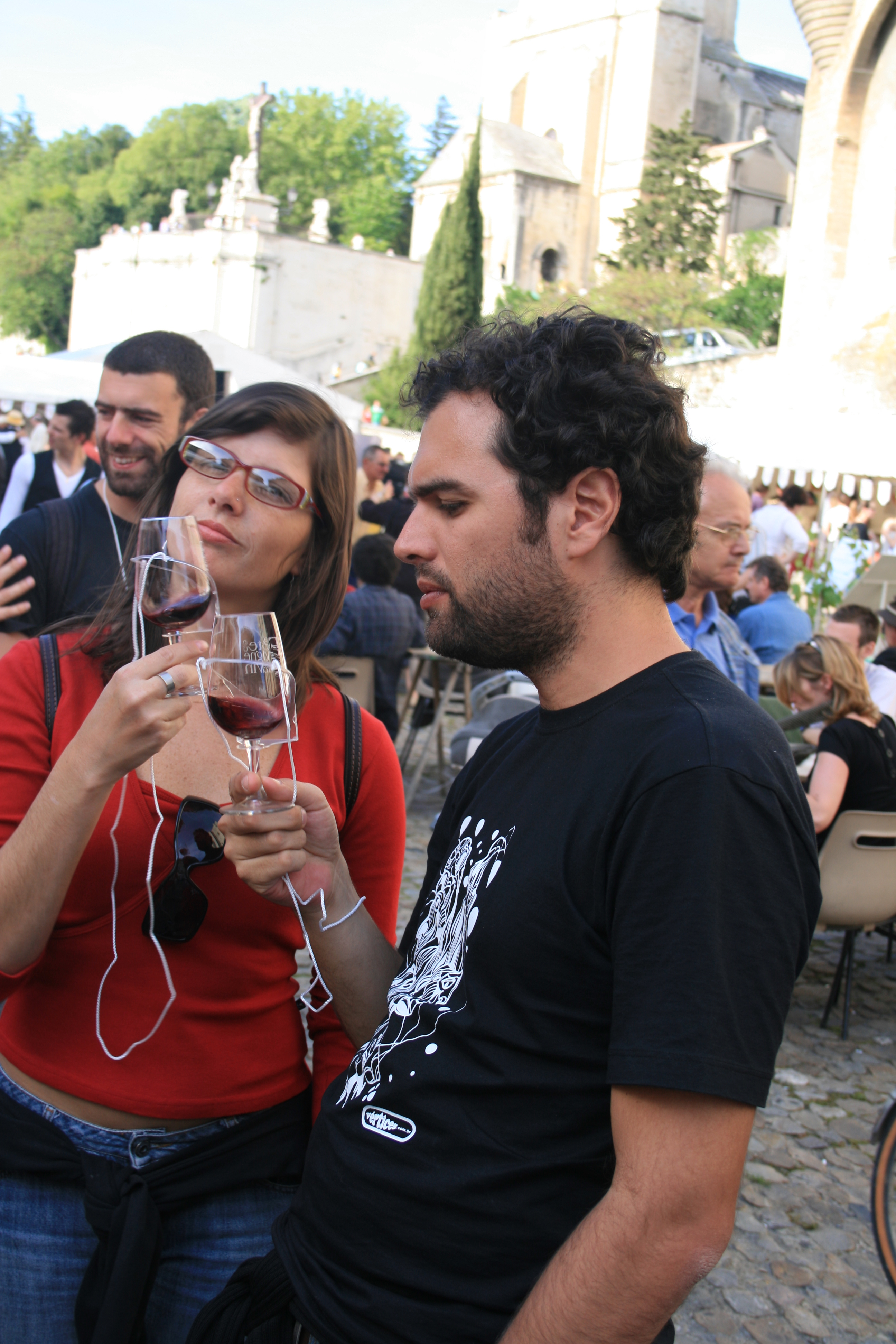
Mirer, sensations visuelles.
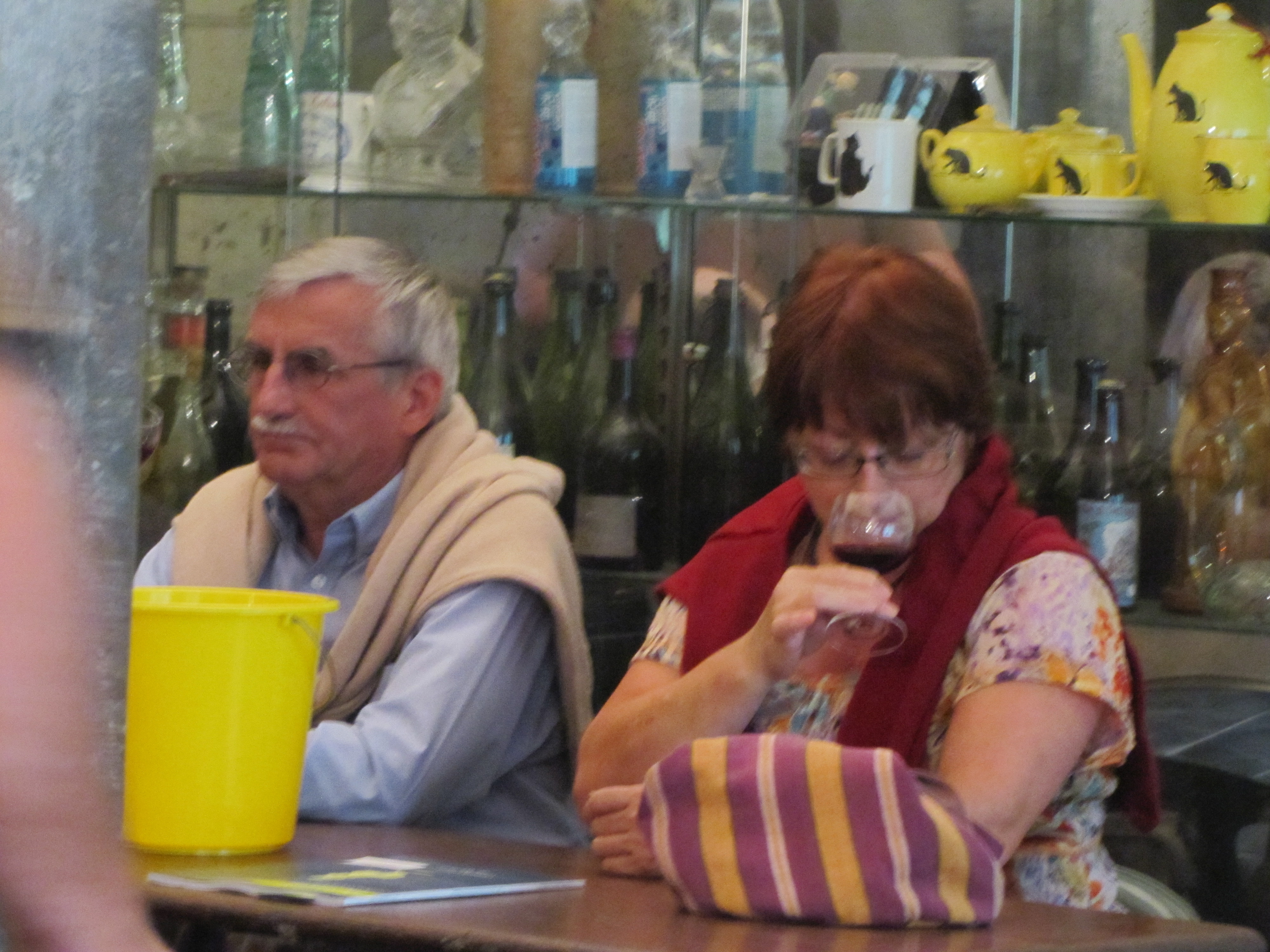
Humer, sensations olfactives.
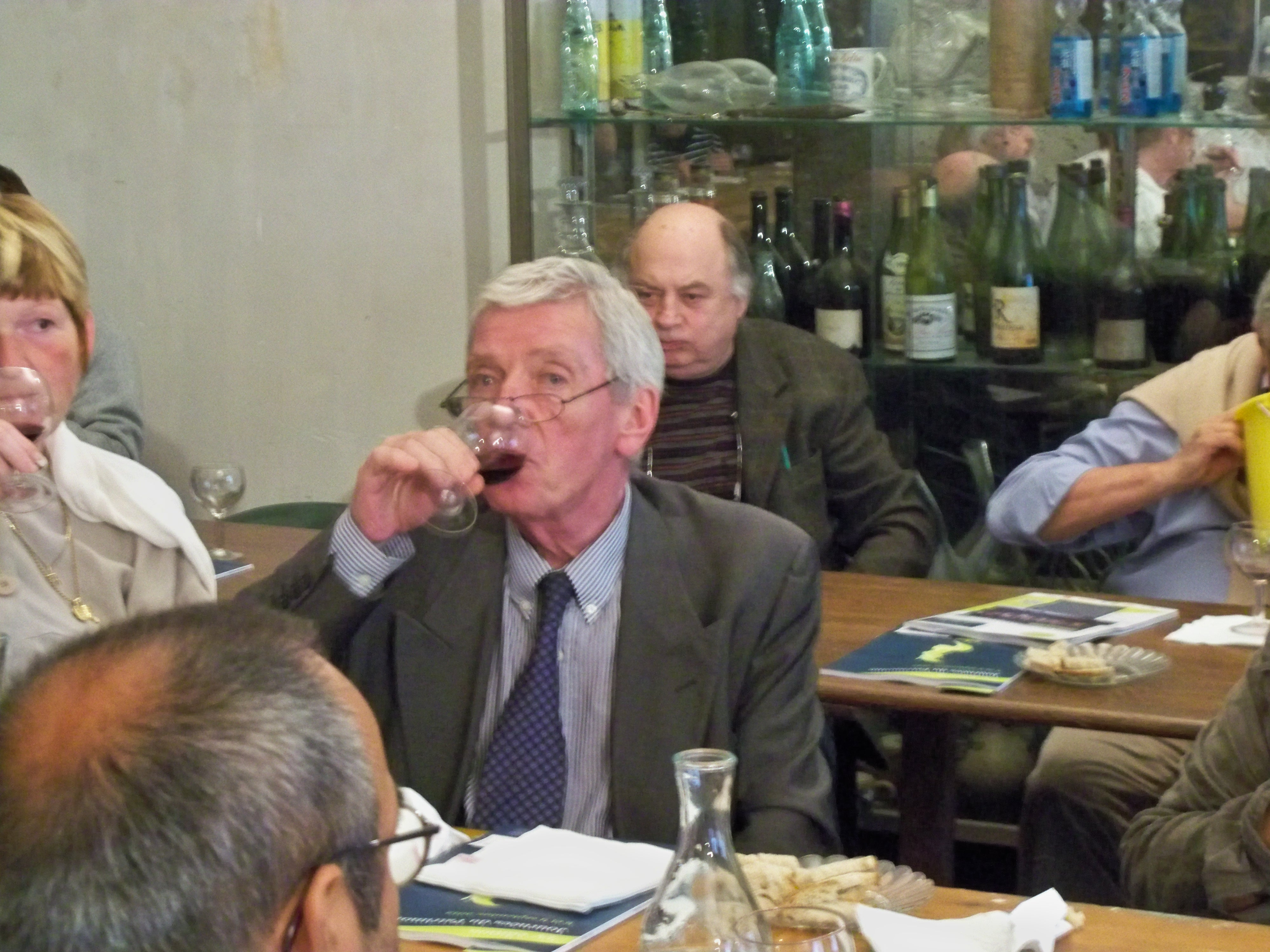
Lamper, sensations gustatives.
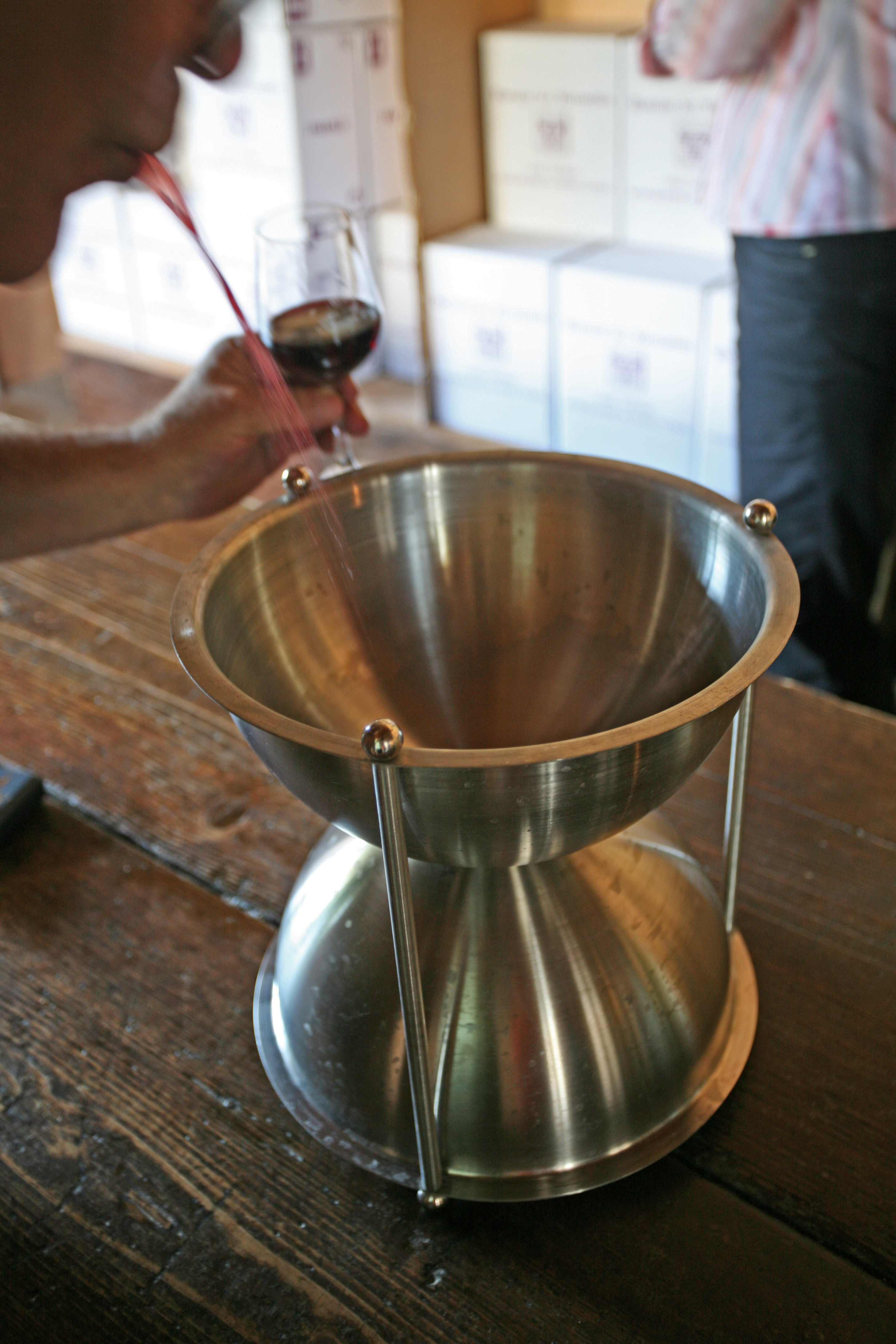
Cracher, pour pouvoir continuer